# 数的韧性
数的韧性是針對正整數的特性，是指此整數需連續進行幾次特定的處理才能到達不動點，數字不再變動。
数的韧性一般可分為加法韧性及乘法韧性，前者是反覆針對數字的各位數字求和（即數字和），後者則是反覆計算各位數字的乘積，當數字為1位數時即為不動點，數字不會再變動。因為結果會依各位數字的有所不同，数的韧性也和進制有關，以下只考慮十進制的情形求和。
當反覆計算數字和時，最後的不動點即為該數字的數字根。因此一數字的加法韧性也可以定義為一數字需計算幾次數字和才能得到其數字根。

## 舉例
2718的加法韧性為2：2718的數字和為 2 + 7 + 1 + 8 = 18，而18的數字和為 1 + 8 = 9。39的乘法韧性為3，因為需要運算三次才能將數字變成一位數：39 → 27 → 14 → 4。39也是乘法韧性為3的最小整數。

## 特定韧性的數字
在十進制中，所有小於10233的整數其乘法韧性都不大於11。乘法韧性依序為0,1,2...的最小整數分別為：
0, 10, 25, 39, 77, 679, 6788, 68889, 2677889, 26888999, 3778888999, 277777788888899, ... （（OEIS數列A003001））
因為計算各位數字的乘積時，只要有一位為0，其乘積即為0，因此整數只要有任一位數為0，在任何進制下，其乘法韧性即為1。
加法韧性依序為0,1,2...的最小整數分別為：
0, 10, 19, 199, 19999999999999999999999, ... （（OEIS數列A006050））
上述數列的下一個數字（即加法韧性為5的整數）為 2 × 102×(1022 − 1)/9 − 1（1後面有2222222222222222222222位的9）。另外，此數列中不等於零的數俱等於下一個數字的數字和。
不論任何進制下，數字的數字和大約和其對數成比例，因此其加法韧性也大致和其重覆對數成比例。